# Yoshihiro Nishimura
Yoshihiro Nishimura (西村喜廣, Nishimura Yoshihiro) és un director de cinema japonès, artista d'efectes especials i efectes de maquillatge, i un guionista que ha treballat principalment al gènere de terror. Nishimura ha estat descrit com "un director llegendari i artista d'efectes" i "el Tom Savini del Japó" amb "talent per cremar".

## Vida i carrera
Nishimura, nascut l'1 d'abril de 1967, s'havia interessat pel cinema des de la infància, però una influència important en la seva carrera va ser una pintura de Salvador Dalí amb cossos humans distorsionats que va veure quan estava a l'escola primària. Es va llicenciar en dret a la universitat. Nishimura ha dit que no mira gaire televisió o pel·lícules, però llegeix revistes de terror i s'inspira gran part dels seus somnis.
Va començar a fer pel·lícules mentre estava a l'escola secundària aprenent pel seu compte sobre rodatge, il·luminació, efectes especials i modelatge. El 1995 amb una petita tripulació va fer la pel·lícula de producció independent Anatomia Extinction (限界人口係数,Genkai jinkō keisū que significa coeficient de població límit). Nishimura va escriure el guió, va dirigir i va fer els efectes especials. La pel·lícula es va projectar al Festival Internacional de Cinema Fantàstic de Yubari el febrer de 1995 on va guanyar un Premi Especial del Jurat. Més tard, la pel·lícula formaria la base per Tokyo Gore Police.
Durant uns quants anys, Nishimura va fer efectes especials i efectes especials de maquillatge per a diverses pel·lícules, com ara el controvertit thriller de Sion Sono, Suicide Circle, i la comèdia romàntica-horror de Noboru Iguchi del 2003 A Larva to Love (恋する幼虫, Koi-suru Yōchū).El 2005, va fer els efectes especials per a la pel·lícula de terror de ciència-ficció Meatball Machine (ミートボールマシン, Mîtobōru mashin) dirigida per Yūdai Yamaguchi i Jun'ichi Yamamoto. Una ressenya de la pel·lícula diu que "el maquillatge i els efectes especials amb què es ven la pel·lícula són sòlids. Produïts amb un pressupost molt escàs, els aparells de maquillatge tenen un aspecte fantàstic."
Nishimura va tornar a treballar amb Noboru Iguchi el 2008 quan estava a càrrec dels efectes especials i efectes de maquillatge per a la pel·lícula d'acció i gore de baix pressupost The Machine Girl. Quan va acabar The Machine Girl, Media Blasters, els distribuïdors nord-americans del DVD, li van preguntar si volia fer una altra pel·lícula. Va decidir fer un remake del seu curtmetratge anterior Anatomia Extinction de 1995 i va crear la pel·lícula de terror de ciència-ficció Tokyo Gore Police. Nishimura va coescriure el guió, va dirigir la pel·lícula, va fer els efectes especials de maquillatge i el modelatge, i també va tenir un petit paper de cameo. Nishimura va dir que aquesta diferència era que, com a director, ja no podia fer migdiades durant les pauses com les feia quan només li preocupaven els efectes especials.
El 2009, va fer els efectes de maquillatge a Samurai Princess (també anomenada Samurai Princess: Devil Princess) per al director Kengo Kaji, i també a Stop the Bitch Campaign del director Kōsuke Suzuki. Per a la producció de 2009 Vampire Girl vs. Frankenstein Girl (吸血少女対少女フランケン, Kyūketsu Shōjo tai Shōjo Furanken), Nishimura va fer equip amb Naoyuki Tomomatsu com a codirector i amb el coreògraf de lluita Taku Sakaguchi que havia treballat anteriorment amb ell a Tokyo Gore Police i Meatball Machine. La pel·lícula es va estrenar a el Festival de Cinema Asiàtic de Nova York el 26 de juny i es va estrenar al Japó el 15 d'agost de 2009.
Nishimura va fundar la seva pròpia empresa d'efectes amb seu a Tòquio, Nishimura Eizo Co., Ltd. En associació amb l'empresa d'efectes visuals Studio Buckhorn i Studio HigeMigane el 2010, va passar a formar part de Pabaan: The Image Production Group.

El 2010, Nishimura va codirigir Mutant Girls Squad amb Noboru Iguchi i Tak Sakaguchi, a més de dirigir la pel·lícula d'acció i terror Helldriver' ', la seva primera direcció en solitari des de "Tokyo Gore Police". El mateix any, va crear els efectes especials per a Horny House of Horror, protagonitzat per les estrelles AV Asami, Mint Suzuki i Saori Hara.
El 2011, Nishimura va dirigir el vídeo musical "Killer" per a la banda de rock d'Osak The 50 Kaitenz (ザ５０回転ズ, The 50 Kaitenz).
Nishimura va dirigir el vídeo musical del senzill de juny de 2018 d'Ena Fujita "Ienai Koto wa Uta no Naka". Va ser llançat en dues versions, una sense censura que va ser prohibida a la televisió a causa del seu gore. Nishimura va ampliar el vídeo musical al llargmetratge d'octubre de 2019 Welcome to Japan: Hinomaru Lunch Box, també protagonitzat per Fujita.

## Filmografia
com a Director
- Welcome to Japan: Hinomaru Lunch Box (2019)
- Ienai Koto wa Uta no Naka (vídeo musical d'Ena Fujita) (2018)
- Meatball Machine Kodoku (2017)
- The Ninja War of Torakage (2014)
- Zombie TV (2013)
- The Profane Exhibit (segment "The Hell Chef") (2013)
- The ABCs of Death (Segment "z is for Zetsumetsu") (2012)
- Gekijo-ban: Harapeko Yamagami-kun (2010)
- The Ancient Dogoo Girls (Sèrie de televisió-1 Episod "Yokai: Sukinshippu) (2010)
- Helldriver (2010)
- Mutant Girls Squad (2010)
- Vampire Girl vs. Frankenstein Girl (2009)
- 63-fun-go (curt) (2009)
- Tôkyô zankoku keisatsu (2008)
- Meatball Machine: Reject of Death (curt) (2007)
- Speakerman: The Boo (2004)
- Anatomia Extinction (1995)
- Sham Nation (1987)
- Seija ga machi ni yatte kita (1986)
- The Face (curt) (1985)
- Paradox (curt) (1984)

## Premis
Festival Internacional de Cinema Fantàstic de Yubari
- Premi especial del jurat de 1995 fora del concurs: Anatomia Extinction (Genkai jinkō keisū)[30]

FanTasia
- 2009 3r Premi Guru a la pel·lícula més enèrgica
- Millor pel·lícula asiàtica del 2008: Tokyo Gore Police[31]

Cyber Horror Awards
- 2008 Nominada a la millor pel·lícula: Tokyo Gore Police[32]
- 2008 Nominat al Premi Tom Savini Award al millor Makeup: Yoshihiro Nishimura[32]

Buenos Aires Rojo Sangre
- 2008 Premi a la millor pel·lícula Tokyo Gore Police i premi als millors efectes especials per Nishimura.[33]